# Frauenklub Dresden 1910
Der Frauenklub Dresden 1910 (auch Frauenklub 1910 oder Dresdner Frauenklub 1910) wurde im Jahr 1910 als Vereinigung literarisch, künstlerisch und wissenschaftlich interessierter Frauen gegründet. Der eingetragene Verein setzte sich als Bildungs- und Kulturverein für die Förderung der in diesen Bereichen tätigen Frauen ein.

## Geschichte
Der Frauenklub Dresden 1910 trat mit einer ersten Veranstaltung am 11. Januar 1910 an der Sidonienstraße 2 in Erscheinung. Der Frauenklub startete mit 144 weiblichen Mitgliedern, die „aus den ersten hiesigen Gesellschaftskreisen“ stammten. Den Ehrenvorsitz hatte die Gräfin von Montgelas inne. Der Verein richtet sich nach dem Vorbild des 1905 gegründeten Lyceum-Clubs Berlin vor allem an Frauen der Dresdner Oberschicht. Im Sommer 1910 wurde der Frauenklub Dresden 1910 ins Vereinsregister in Dresden eingetragen. Der Vorstand setzte sich zusammen aus:
- Rose von Watzdorf (geb. Könneritz), Witwe des Staatsministers Werner von Watzdorf, erste Vorsitzende
- Elisabeth Bertha Cäcilie „Lotte“ Schurig, stellvertretende Vorsitzende[Anm. 1]
- Edith Buhre, geborene Rzach, erste Schriftführerin
- Emilie Janßen, stellvertretende Schriftführerin

Die Klubräume des Frauenklubs Dresden 1910 befanden sich im 1. Stock an der Johann-Georgen-Allee 13, der heutigen Lingnerallee. Die Klubräume waren von „früh bis abends“ geöffnet und standen unter der Leitung einer „Hausdame“. Später, in den 1930er-Jahren, wurde ein Vereinslokal an der Zinzendorfstraße 4 genutzt.
Der Frauenklub Dresden 1910 organisierte regelmäßig Konzerte, Vorträge und Ausstellungen. Die Veranstaltungen erfolgten nach dem Vorbild des 1903 gegründeten Lyceum-Clubs London oft im vornehmen Rahmen eines „Nachmittags- oder Fünf-Uhr-Tees“. Die Vereinigung verfügte über thematische Kommissionen: Berichtet wird von einer musikalischen Kommission und von einer Kunstkommission. Die Kunstkommission koordinierte sich auch mit der Gruppe der Dresdner Künstlerinnen.
Der Frauenklub Dresden 1910 stand im internationalen Kontakt zu anderen Frauenvereinen. Es fand offenbar ein Schriftentausch statt: Im Archiv des im Jahr 1908 gegründeten Lyceum-Clubs Florenz, befindet sich eine Kopie der Gründungsstatuten des Frauenklubs Dresden 1910.
In den wirtschaftlich schwierigen Zeiten in und nach dem Ersten Weltkrieg unterstützte der Frauenklub Dresden 1910 in Not geratene Frauen. 1914 führte der Verein einen Unterstützungsfonds für „durch den Krieg in Not geratene, insbesondere bejahrte Frauen gebildeter Stände“. 1932 wurde ein kostenloser Mittagstisch eingerichtet.

### Deutscher Lyceum-Club Dresden
1933 wurde der Verein umbenannt in Deutscher Lyceum-Club Dresden (unter dieser Bezeichnung als Verein eingetragen, in der Presse genannt „Deutscher Lyceumsclub Dresden“), als Ortsgruppe Dresden der nationalen Vereinigung. Es wurden auch Beziehungen zum Lyceum-Club Berlin gepflegt. 1935 fand in Berlin der „9. Kongress der internationalen Lyceumsklubs“ statt. Anlässlich seines 25-jährigen Bestehens lud der Lyceumklub Dresden Delegationen des Kongresses zu einem Ausflug und Festabend nach Dresden ein.
Am 19. Dezember 1938 wurde der Deutsche Lyceum-Club Dresden verboten und aufgelöst. Die Rolle der Nachfolgeorganisation nahm teilweise die NS-Frauenschaft ein.